# Jeff Blockley
Jeff Blockley, né le 12 septembre 1949 à Leicester (Angleterre), est un footballeur anglais, qui évoluait au poste de défenseur à Arsenal et en équipe d'Angleterre.
Blockley n'a marqué aucun but lors de son unique sélection avec l'équipe d'Angleterre en 1972. 

## Carrière de joueur
- 1968-1972 : Coventry City
- 1972-1975 : Arsenal FC
- 1975-1978 : Leicester City
- 1978-1980 : Notts County  Angleterre
- 1980-? : Leicester United  Angleterre
- 1981-1982 : Gloucester City  Angleterre

## Palmarès

### En équipe nationale
- 1 sélection et 0 but avec l'équipe d'Angleterre en 1972.

### Avec Arsenal
- Vice-Champion du Championnat d'Angleterre de football en 1973.